# Espectre vermell

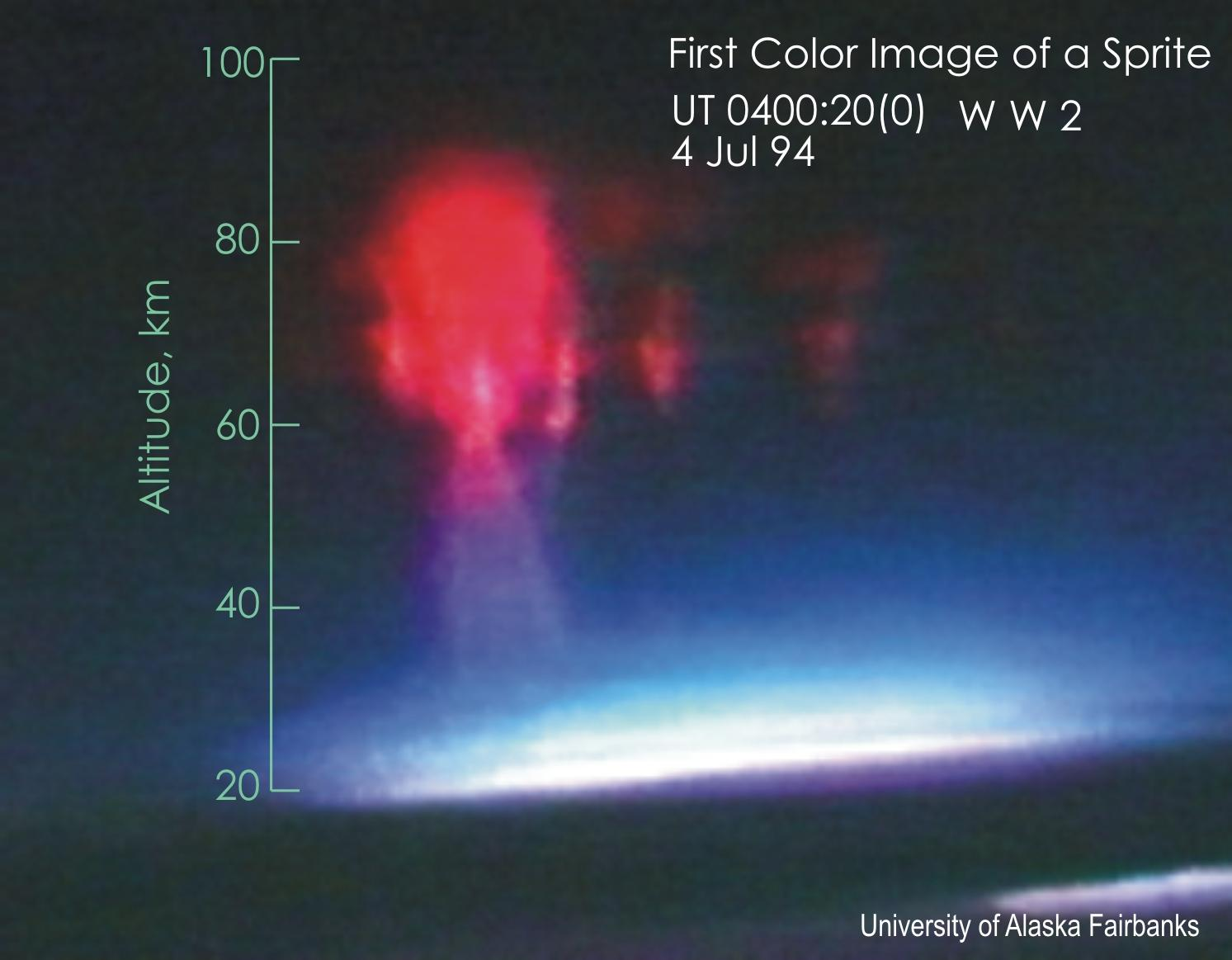
Primera imatge en color d'un espectre vermell, pres des d'una aeronau.

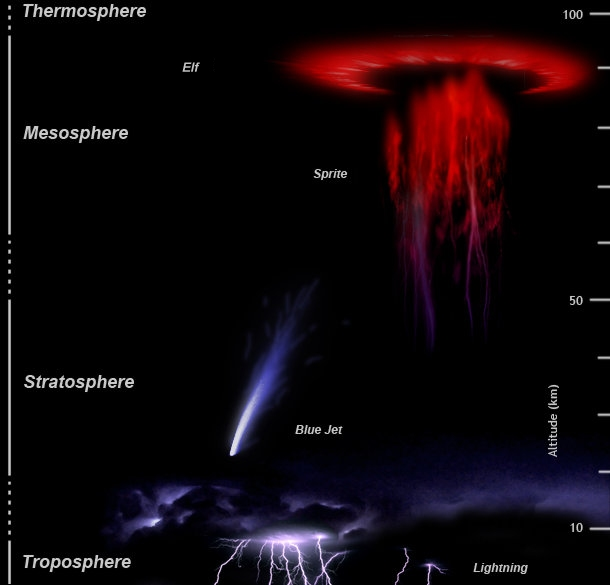
Esquema dels diferents tipus de fenòmens elèctrics que es poden produir en l'atmosfera.

Un espectre vermell és una descàrrega elèctrica que es produeix per sobre dels núvols cumulonimbe en tempestes intenses en la part de l'atmosfera anomenada mesosfera. Per sota té una estructura tipus filamentosa blau que pot aconseguir 30 quilòmetres i en la seva part superior és una espurna lluminós vermell-ataronjat.
Es formen en grups o en solitari i arriben a assolir una alçada que va des dels 50 fins als 90 quilòmetres d'altitud. Horitzontalment alguns arriben a tenir 50 quilòmetres de longitud. A causa de la seva poca lluentor superficial només han estat registrats de nit, principalment amb càmeres d'alta sensibilitat.
És bastant estrany que es produeixin però hi ha tempestes en els que es produeixen en quantitat i duren entre 3 i 10 mil·lisegons i això els fa difícils d'estudiar per la qual cosa sabem poc de la seva naturalesa, arriben a velocitats superiors als 1.600 km/s.
Es produeixen quan de vegades la part superior del núvol que té càrrega positiva produeix un llampec a terra patint aquesta part un dèficit d'electrons que origina un gran voltatge entre el núvol i la ionosfera, la qual cosa provoca una acceleració dels electrons que acaben xocant violentament amb les molècules de l'aire, es calcula que un de cada vint d'aquest tipus de llamps té prou energia com per produir espectres cap amunt del núvol.Amb càmeres d'alta resolució capaços de fotografiar 10.000 fotogrames per segon s'ha vist que són grups de petites boles de ionització que arriben als 80 quilòmetres d'altura.
Algunes vegades se'ls ha anomenat inadequadament descàrrega super-atmosfèrica, ja que els espectres vermells són un fenomen de plasma fred al que li manca el canal d'altes temperatures del llamp troposfèric, per això, serien més semblants a descàrregues de tub fluorescent que a descàrregues de llamps.

## Història
Les primeres referències a fonòmens òptics transitoris per sobre del núvols de tempesta es poden trobar ja el 1730 en unes notes marginals de Johann Georg Estor. El 1925 C. T. R. Wilson suggerí, de manera teòrica, que podien produir-se ruptues elèctriques en l'atmosfera superios, i el 1956 presencià el que possiblement fou un espectre. La primera fotografia d'aquest fenomen data del 6 de juliol de 1989, quan científics de la universitat de Minnesota, usant una càmera de vídeo de baixa llum, capturaren accidentalment el fenomen que posteriorment es coneixeria com a espectre vermell.
Alguns anys després del seu descobriment s'anomenaren Sprites (esperits aeris) fent referència als éssers mitològics i a la seva natura elusiva. Des del seu descobriment, els espectres vermells s'han fotografiat moltes vegades des de la terra, des d'aeronaus i des de l'espai.
La primera imatge en color mostrant el seu color vermell va ser presa el 1994 per la Universitat d'Alaska des d'un jet de la NASA.

## Característiques

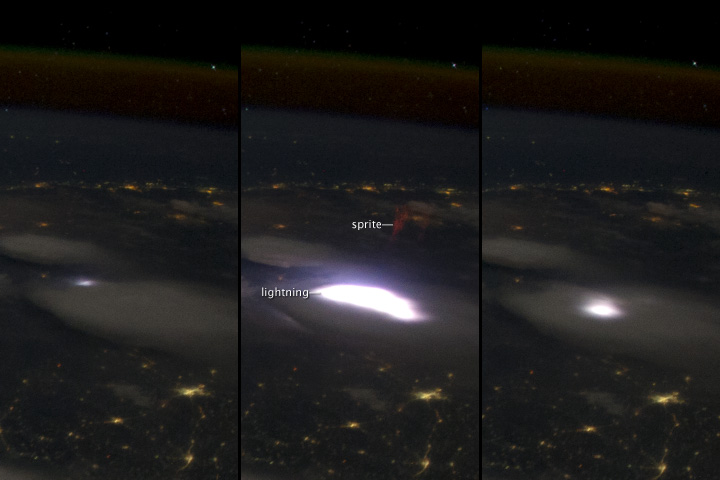
Un espectre vermell sobre Malàisia vist des de l'Estació espacial internacional.

Dr Jeff Mcgarg de l'acadèmia de recerca de la força aèria dels Estats Units, ha categoritzat tres tipus d'espectres vermell segons la seva aparència visual.
- Espectre medusa – molt gran, fins a 48 x 48 km
- Espectre pastanaga
- Espectre C o columna. Aquests són descàrregues elèctriques de gran escala sobre la Terra.

Els espectres vermells són de color taronja-vermellós en les regions superiors, amb tentacles blavosos penjant, i poden estar precedits per un halo vermellós. No duren més que les descàrregues estratosfèriques més baixes, les quals duren un pocs mil·lisegons, i es desencadenen per les descàrregues de llamps positius entre els núvols de tempesta i el terra. Sovint tenen lloc en cúmuls de dos o més, i normalment abasten una atitud de 50 km a 90 km, amb el que semblen tentacles penjant, i branques per sobre.